# Lower Mainland
Lower Mainland è una regione del Canada appartenente alla Columbia Britannica che identifica la zona circostante e comprendente la città di Vancouver. La popolazione, al 2016, è di circa 2.832.000 abitanti, cioè circa il 60% della popolazione di tutta la Columbia Britannica. Essa inoltre contiene sedici dei trenta comuni più popolosi della provincia. 
L'area si estende per circa 36.300 km².
I limiti geografici del Lower Mainland non sono stati mai ufficializzati, così come la definizione stessa dell'area, che è considerata una regione economica. Tuttavia, i confini dell'area possono essere considerati da Horseshoe Bay a sud fino al confine tra il Canada e gli Stati Uniti, e ad est di Hope fino all'estremità orientale della Fraser Valley.
Nella regione vi sono due distretti regionali, che sono la Metro Vancouver ed il distretto regionale di Fraser Valley.